# 十字羽蛛
十字羽蛛（学名：Oxyptila crucifera）为蟹蛛科羽蛛属的动物。在中国大陆，分布于甘肃等地。该物种的模式产地在甘肃。